# Пола Редкліфф
Пола Джейн Редкліфф (англ. Paula Jane Radcliffe; нар. 17 грудня 1973) — британська легкоатлетка, рекордсменка світу в марафоні з 13 жовтня 2002 по 2019 рік. Найкращий легкоатлет світу 2002 року за версією ІААФ (єдина в історії британка, що отримала це звання) та лауреатка премії «Спортсмен року AIMS» 2002, 2003 і 2005 років.
Триразова переможниця Лондонського марафону (2002, 2003, 2005).

## Життєпис

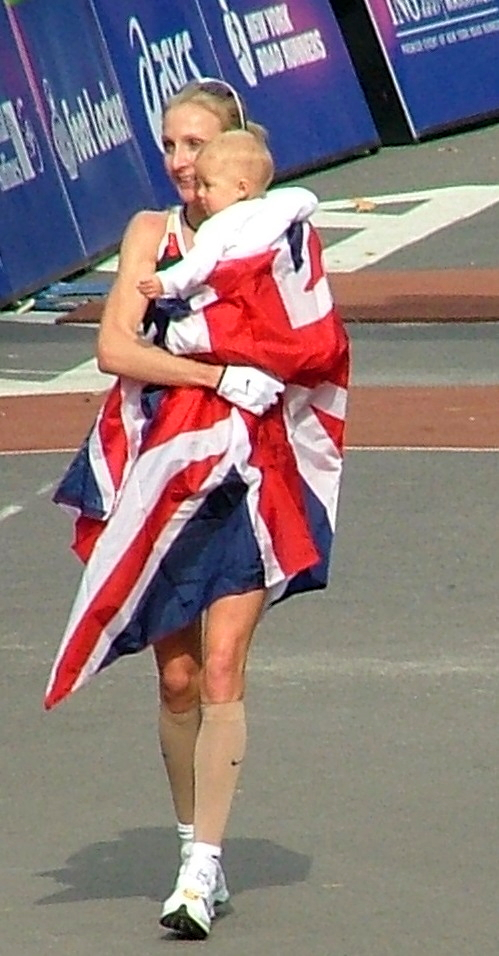
Пола з дочкою. Марафон Нью-Йорка 2007 рік

Народилася в Девенгемі поблизу Нортвіча, у графстві Чешир. У дитинстві була слабкою дитиною, мала анемію та астмю.[джерело?] Спортом займатися почала під впливом батька — в минулому відомого бігуна-марафонця. Перші успіхи досягла 1992 року, ставши чемпіонкою світу серед юніорів. Перше призове місце на великих змаганнях — срібло чемпіонату світу 1997 року в кросі. У 1998 і 2003 роках посідала перше місце у чемпіонаті Європи з кросу.
Пола брала участь в Літніх Олімпійських іграх 1996, 2000, 2004 та 2008 років, проте в фіналі забігів жодного разу не підіймалася вище четвертого місця. 2004 року на Олімпійських іграх в Афінах, бувши безумовною фавориткою, не змогла закінчити ні марафон, ні забіг на 10 000 метрів. Через 4 роки в Пекіні довгий час лідирувала в марафоні, але на фініші практично зупинилася, зайнявши лише 23-е місце.
Набагато успішніше Редкліф виступає в комерційних марафонах. Вона тричі вигравала найпрестижніші Лондонський (2002, 2003, 2005) і марафон Нью-Йорка (2004, 2007, 2008). 2003 року під час Лондонського марафону встановила світовий рекорд в марафонському бігу: 2 години 15 хв 25 сек.
Живе в Монако. З 2001 року одружена зі своїм тренером Гері Лоу. В 2007 народила дочку Айлу, а 29 вересня 2010 — сина Рафаела. 2011 року повернулася у великий спорт. У грудні того ж року стало відомо, що Редкліфф включена до складу збірної Великої Британії на Олімпійські ігри 2012 року в Лондоні.
Пола Редкліфф — внучата племінниця британської плавчині Шарлотти Редкліфф (1903—1979), віцечемпіонки Олімпійських ігор 1920 року в Антверпені в естафеті 4×100 м вільним стилем.

## Особисті рекорди
- 3 000 м (стадіон) — 8 хв 22,20 сек (рекорд Великої Британії)
- 5 000 м (стадіон) — 14 хв 29,11 сек (рекорд Великої Британії)
- 10 000 м (стадіон) — 30 хв 1,09 сек
- 10 000 м (шосе) — 30 хв 21 сек (світовий рекорд)
- Марафон — 2 години 15 хв 25 сек (світовий рекорд)